# San Gallo
San Gallo (in tedesco Sankt Gallen , ufficialmente St. Gallen; in francese Saint-Gall, in romancio Son Gagl) è un comune svizzero di 78 213 abitanti del Canton San Gallo, nel distretto di San Gallo; ha il titolo di città ed è la capitale del cantone e il capoluogo del distretto. È la città più importante della Svizzera orientale, punto nodale per i trasporti, l'economia, l'istruzione, la cultura e la sanità della regione.

## Geografia fisica
La città sorge a 674 m s.l.m. sulle rive del fiume Steinach che sfocia nel poco distante lago di Costanza; il centro abitato si sviluppa nella vallata compresa fra due sistemi collinari, il Rosenberg a nord e il Freudenberg/Bernegg a sud, e la vallata è delimitata a sud-ovest dalle strette gole dei fiumi Sitter e Goldach. In passato la città si sviluppava lungo la Steinach, che dal 1867 al 1911 venne progressivamente canalizzata e ora scorre sotto il territorio cittadino.

## Storia

### Età medievale

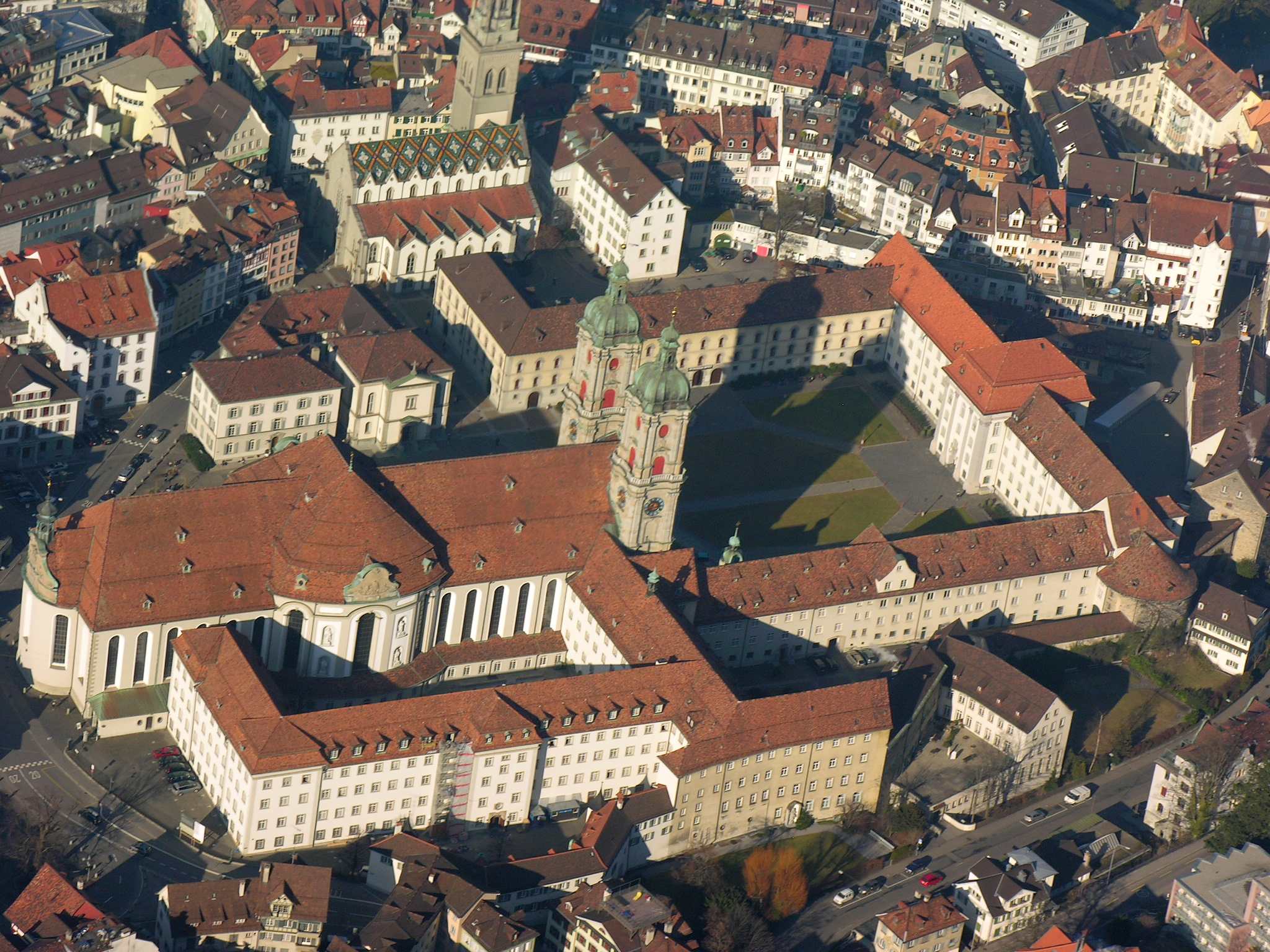
L'abbazia di San Gallo

La città si sviluppò attorno all'abbazia all'abbazia di San Gallo, fondata nel 719 da Otmar di San Gallo presso il luogo di sepoltura dell'eremita san Gallo, e nel corso del tempo si ingrandì e si trovò in contrapposizione con il potere politico ed ecclesiastico del monastero.
Il conflitto tra le autorità religiose e quelle civili sfociò nelle guerre di Appenzello (1401-1429) e nella guerra di San Gallo (1489-1490), al termine delle quali San Gallo vide confermato il suo status di città libera dell'Impero.

### Età moderna
Nel 1524 Joachim Vadiano e Johannes Kessler introdussero la Riforma protestante di confessione Luterana; i contrasti del periodo portarono all'edificazione di una porta cittadina accessibile direttamente dal monastero e intitolata a Carlo Borromeo, perché la sua uscita dalla città segnò la vittoria della fazione riformata.
La prosperità della città iniziò con l'età moderna: una florida industria tessile produceva lino di ottima qualità che veniva esportato in tutta Europa. La produzione di tela entrò in crisi tra il XVII e il XVIII secolo, ma contemporaneamente fiorì l'industria del ricamo. Alleata dei riformati della Vecchia Confederazione, dal 1667, perso il voto alla Dieta imperiale, ottenne un seggio alla Dieta federale.

### Età contemporanea
Nel 1798 entra a far parte della Repubblica Elvetica, quale capoluogo del nuovo Canton Säntis, e nel 1803 divenne la capitale del neocostituito Canton San Gallo; nello stesso anno fu istituito il comune politico e nel 1847 la diocesi di San Gallo: la chiesa dell'abbazia, soppressa nel 1805, fu elevata a cattedrale. A cavallo tra il XIX e il XX secolo l'ulteriore sviluppo del ricamo determinò un forte incremento demografico e edilizio, tanto che nel 1918 la città inglobò i comuni soppressi di Straubenzell e Tablat, ormai costituenti un unico agglomerato.

## Monumenti e luoghi d'interesse

### Architetture religiose

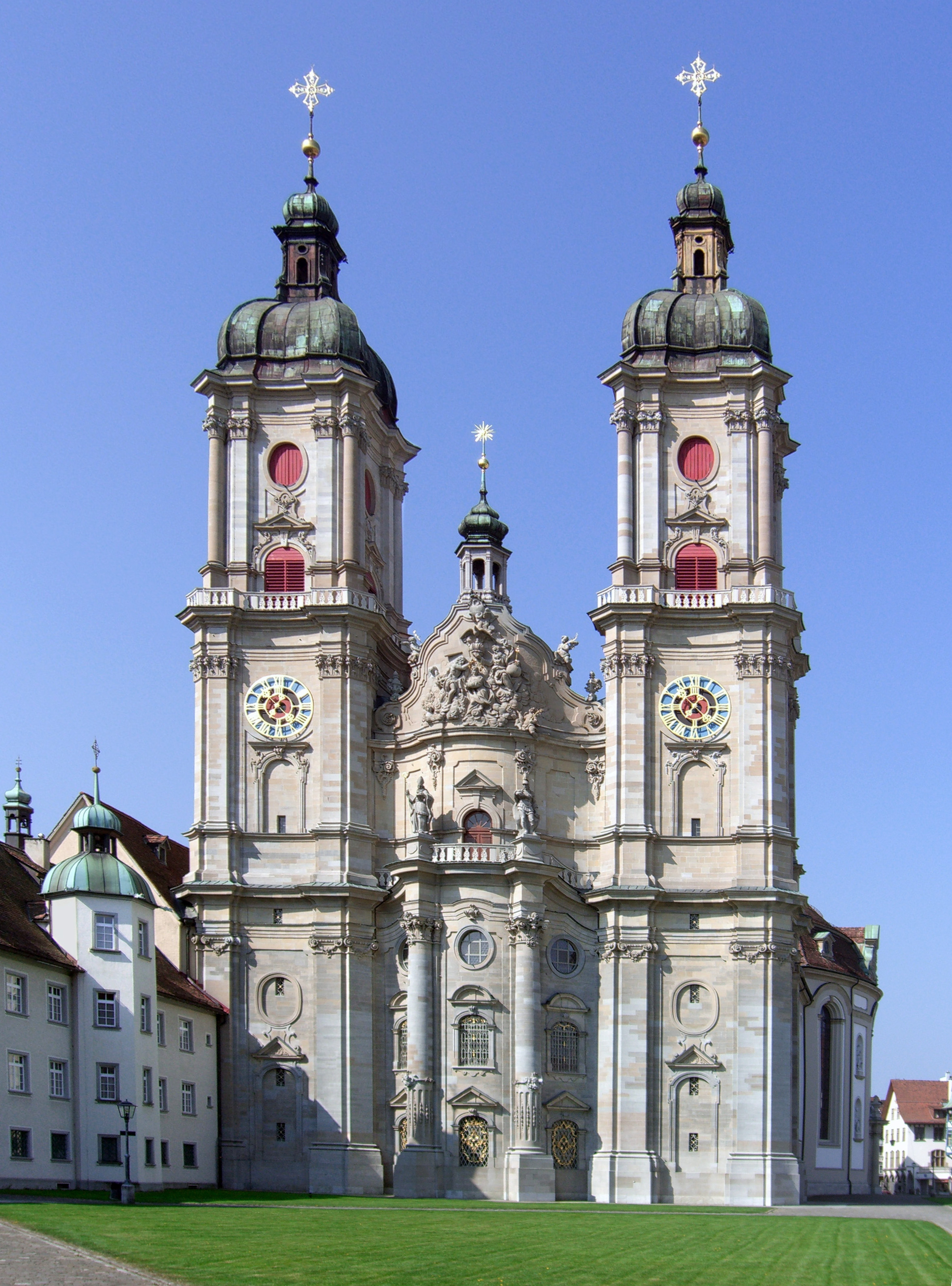
La cattedrale di San Gallo

- Complesso dell'abbazia di San Gallo, fondata nel 719 e secolarizzata nel 1805, patrimonio dell'umanità UNESCO dal 1983[5][6];
  - Cattedrale di San Gallo, cattolica, (già chiesa abbaziale dei Santi Gallo e Otmar), ricostruita in stile barocco nel 1756-1766;
  - Biblioteca dell'Abbazia di San Gallo, costruita nel 1758-1767;
- Chiesa riformata di San Lorenzo, ampliata nel XIV e nel XIX secolo[3];
- Chiesa riformata di San Magno, eretta nell'898 e ricostruita nel 1100[3];
- Chiesa riformata di San Leonardo, eretta nel 1150 e ricostruita[3];
- Chiesa riformata francese, eretta nel 1685[3];
- Chiesa cattolico-cristiana, eretta nel 1895[3].

### Architetture civili
- Stadthaus, palazzo comunale (già casa commerciale) costruito nel XVI secolo[3];
- Case signorili ornate con bovindi, costruiti prevalentemente tra la fine del XVII e l'inizio del XVIII secolo[3];
- Ville e musei in stile liberty, costruiti alla fine del XIX secolo[senza fonte];
- Edifici costruiti da Santiago Calatrava: sala concerti della scuola di musica (1986), centro servizi d'emergenza (1988-1998), autostazione in Marktplatz (1989-1996), galleria Pfalzkeller (detta "Conchiglia", 1997-1999)[7].

### Altro
- Arte contemporanea in luoghi pubblici:
  -  Fontana The Trunk di Richard Serra;
  -  Fontana del giocoliere di Max Oerli;
  -  La Botte di Roman Signer[senza fonte].

## Società

### Evoluzione demografica
L'evoluzione demografica è riportata nella seguente tabella (dal 1850 con Straubenzell e Tablat):
Abitanti censiti

Il numero di abitanti della città di San Gallo, che nel 1799 ammontava a circa 8 000 persone, aumentò lentamente fin verso la metà del XIX secolo; in seguito vi fu un'accelerazione della crescita (quasi 38 000 persone nel 1910, senza contare Straubenzell e Tablat). Dopo l'aggregazione del 1918 gli abitanti del comune salirono fino a 69 000, valore che però scese del 10% entro il 1941 in seguito a unaa crisi economica e all'emigrazione di giovani e stranieri. Grazie all'immigrazione di persone provenienti in maggioranza dall'Europa meridionale, nel 1970 la popolazione raggiunse il suo massimo storico (quasi 81 000 persone); in seguito molti si trasferirono nei comuni dell'agglomerato, la popolazione scese nuovamente e agli inizi del XXI secolo si aggirava attorno alle 70 000 persone.

### Etnie e minoranze straniere
La popolazione, composta attorno al 1800 prevalentemente da cittadini svizzeri riformati, divenne nel corso del XIX secolo più eterogenea per provenienza e confessione: nel 1910 gli stranieri erano il 31% (di cui due terzi tedeschi), nel 2005 circa il 27% (di cui un terzo provenienti dall'ex Jugoslavia) e nel 2019 circa il 31,4% (in prevalenza tedeschi, italiani e kosovari).

### Lingue e dialetti
In base al censimento svizzero del 2000, la maggioranza assoluta della popolazione parla come prima lingua il tedesco (83,0%), mentre la lingua italiana è la seconda più diffusa tra le lingue delle Confederazione (3,7%). Tali rapporti linguistici sono rimasti costanti fin dal primo censimento del 1888, mentre a partire dalla seconda metà del XX secolo è progressivamente aumentata la percentuale di madrelingua stranieri (12,4% nel 2000).

### Religione

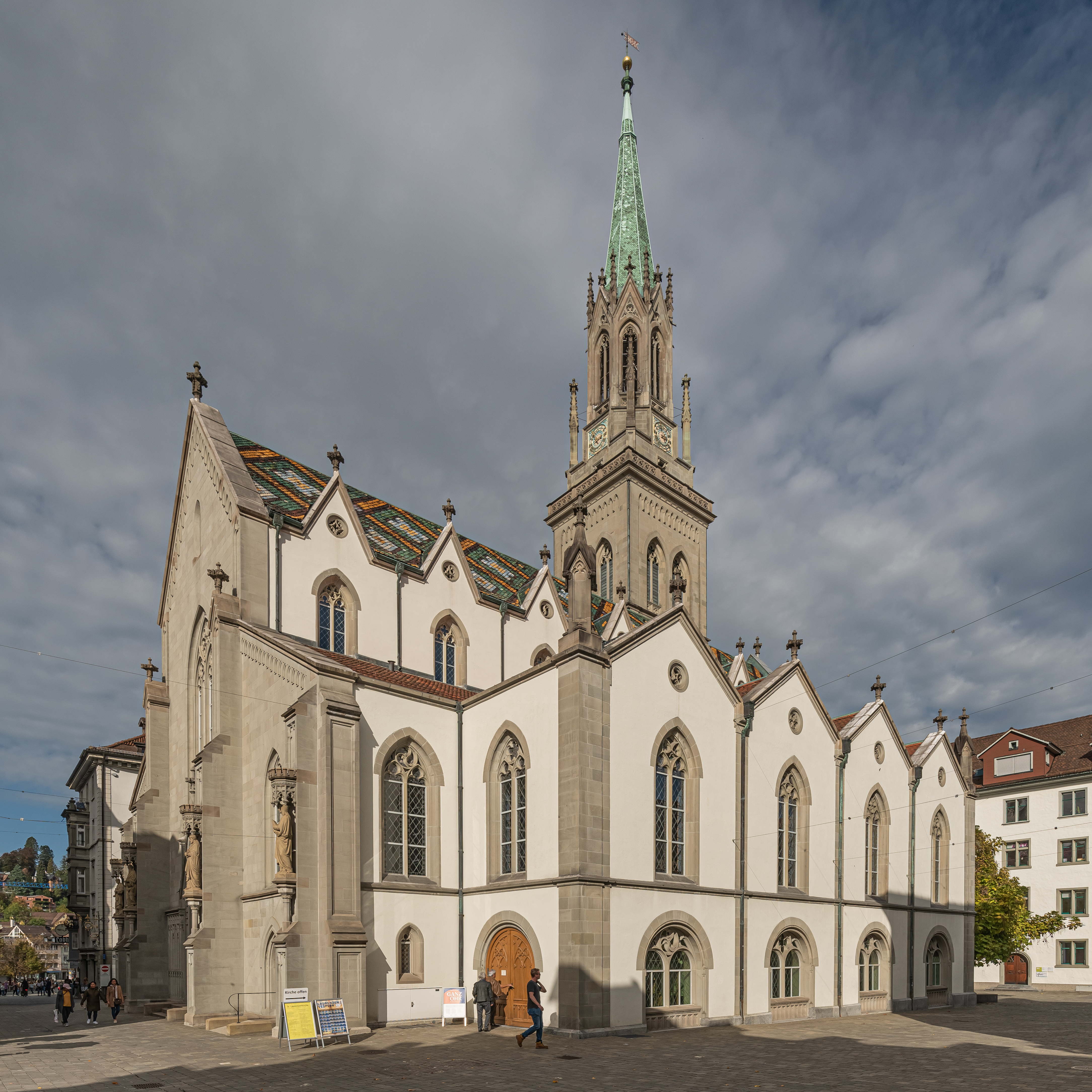
La chiesa riformata di San Lorenzo

Dal 1850 in poi, i cittadini di San Gallo si sono ripartiti equamente tra la confessione cattolica e quella riformata (rispettivamente 49,3% e 50,4% nel 1850, 49,9% e 49,8% nel 1870, 49,7% e 49,0% nel 1888, 52,1% e 46,8% nel 1900, 54,2% e 43,5% nel 1910, 49,0% e 48,5% nel 1930, 47,8% e 49,3% nel 1950). A partire dalla seconda metà del XX secolo è progressivamente aumentata la percentuale dei cattolici rispetto ai riformati e dalla fine del XX secolo è cresciuta anche quella degli appartenenti ad altre confessioni o senza appartenenza: nel 2000 i cattolici erano il 44%, i riformati il 28,9%, i musulmani il 6,7% e le persone senza appartenenza religiosa il 9,9%.

### Istituzioni, enti e associazioni
A San Gallo hanno sede il Tribunale amministrativo federale della Svizzera e le principali istituzioni del Canton San Gallo, quali il Gran Consiglio (parlamento) e il Consiglio di Stato (governo).

## Cultura

### Istruzione

#### Biblioteche

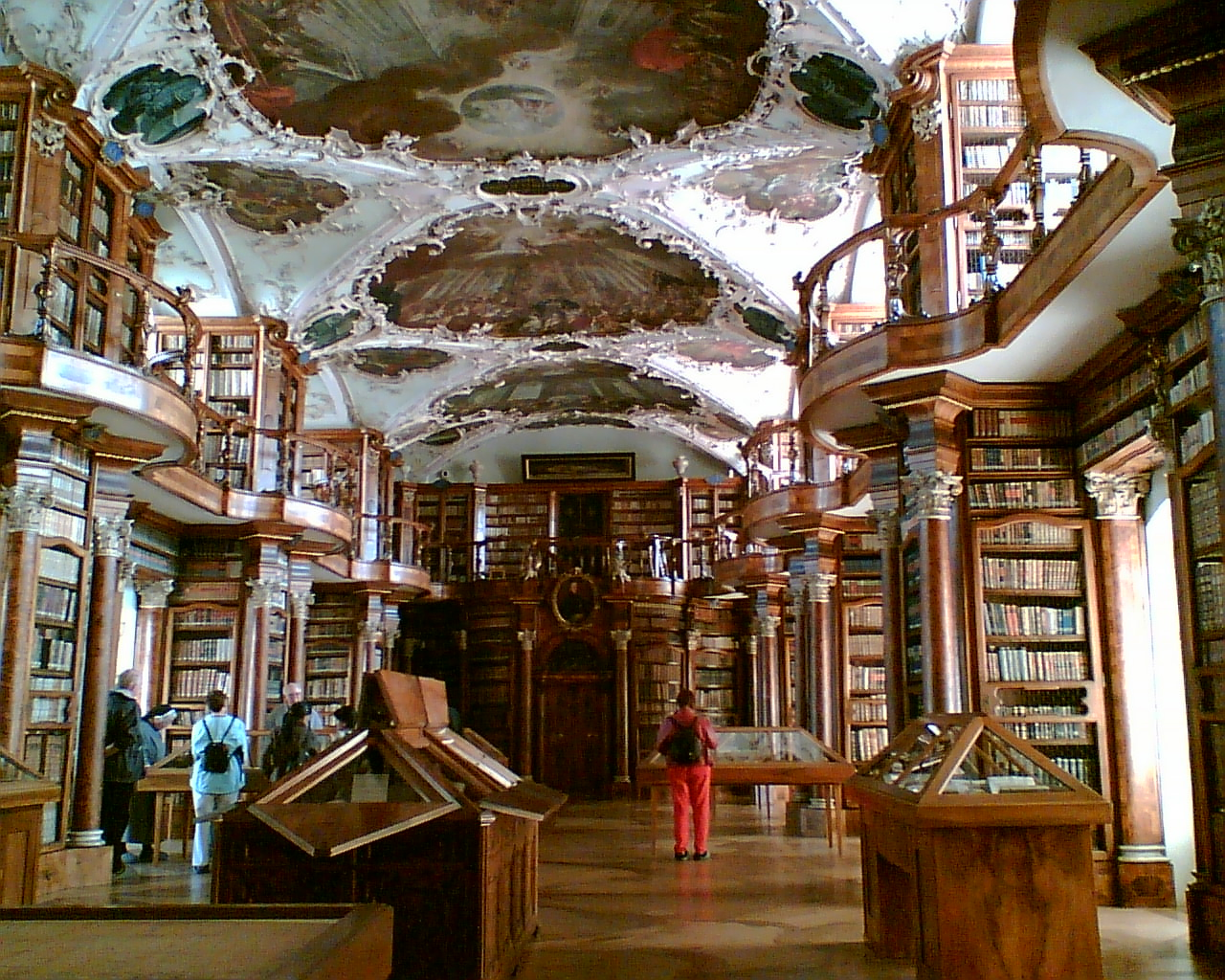
La biblioteca dell'Abbazia di San Gallo

Le principale biblioteche di San Gallo sono:
- Biblioteca dell'Abbazia di San Gallo;
- Museo e biblioteca del tessile;
- Biblioteca Vadiana (biblioteca cantonale);
- Biblioteca dell'Università di San Gallo.

#### Università
- Università di San Gallo, fondata nel 1898 come "Accademia di commercio e scuola di amministrazione"[9]. Ritenuta un'opera d'arte collettiva di architettura e di pittura, ospita opere di Hans Arp, Joan Miró e Gerhard Richter[10]. Presso l'ateneo si tiene ogni anno il Simposio di San Gallo, precedentemente conosciuto con i nomi di International Management Symposium e ISC-Symposium[11].

#### Musei
- Museo d'arte ("Kunstmuseum St. Gallen"), fondato nel 1877[3][12];
- Museo e biblioteca del tessile, fondato nel 1886: ospita ricami e merletti della Svizzera orientale e recenti creazioni di alta moda; è in stile classicheggiante[3][13] e il padiglione d'arte, che ha per slogan "laboratorio del presente", si dedica alla scoperta e alla presentazione di artisti contemporanei[senza fonte];
- Kulturmuseum St. Gallen (fino al 2022 "Historisches und Völkerkundemuseum St. Gallen"), fondato nel 1921[3][14];
- Museum im Lagerhaus, fondato nel 1988[3];
- Museo di storia naturale ("Naturmuseum St. Gallen"), fondato nel 2016[15].

## Geografia antropica

### Area metropolitana
L'area metropolitana di San Gallo comprende 11 città e comuni per un totale di circa 160 000 abitanti.

### Distretti e quartieri

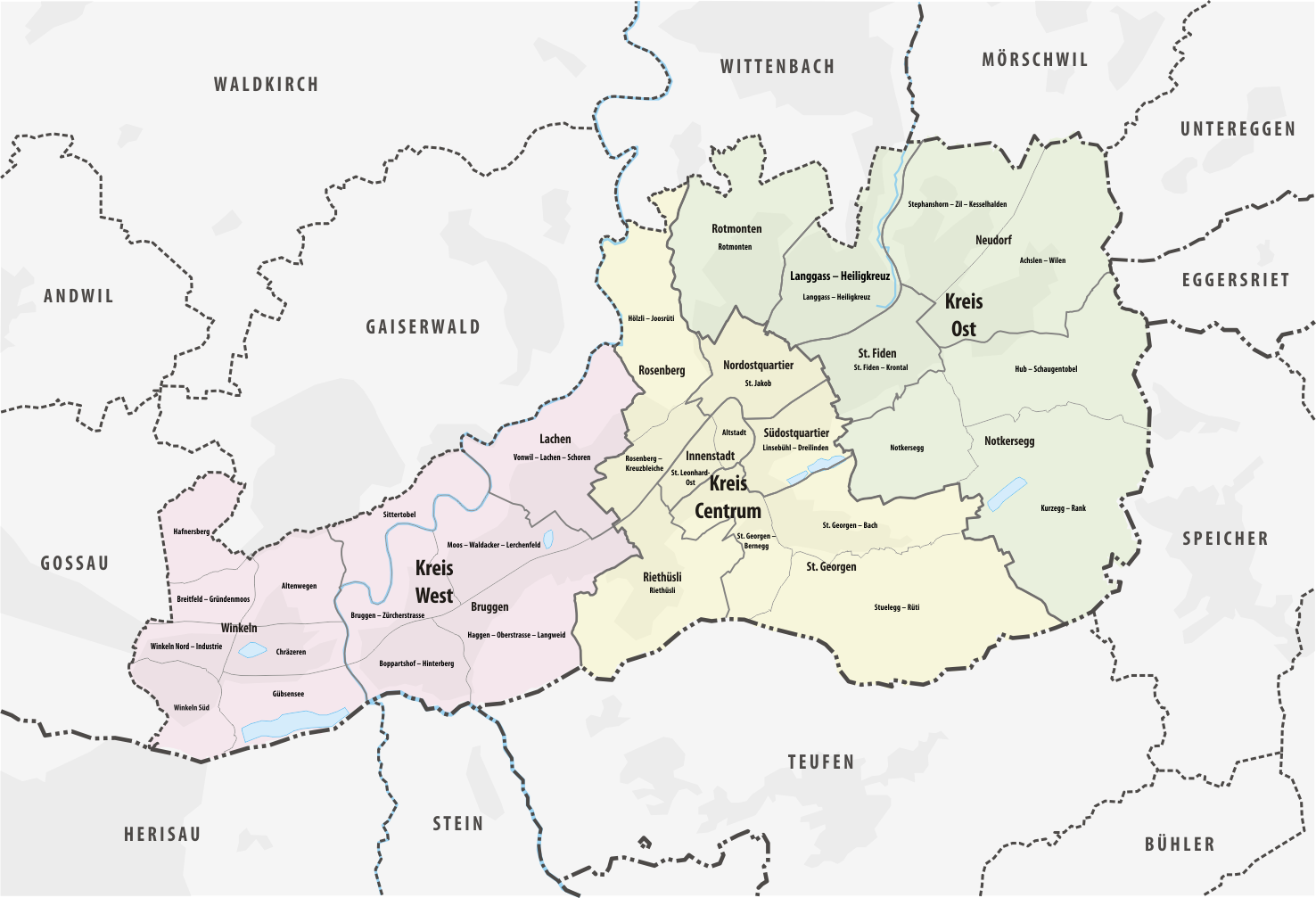
I distretti e i quartieri di San Gallo

La città di San Gallo è suddivisa in 3 distretti (Kreis), a loro volta ripartiti in 14 quartieri o circondari (Quartiergruppe) e in 29 quartieri statistici (Statistische Quartiere):
| Distretto     | Quartiere            | Quartiere statistico          |
| ------------- | -------------------- | ----------------------------- |
| Kreis West    | Winkeln              | Hafnersberg                   |
| Kreis West    | Winkeln              | Breitfeld/Gründenmoos         |
| Kreis West    | Winkeln              | Winkeln Nord/Industrie        |
| Kreis West    | Winkeln              | Winkeln Süd                   |
| Kreis West    | Winkeln              | Gübsensee                     |
| Kreis West    | Winkeln              | Chräzeren                     |
| Kreis West    | Winkeln              | Altenwegen                    |
| Kreis West    | Bruggen              | Sittertobel                   |
| Kreis West    | Bruggen              | Bruggen/Zürcherstrasse        |
| Kreis West    | Bruggen              | Boppartshof/Hinterberg        |
| Kreis West    | Bruggen              | Haggen/Oberstrasse/Langweid   |
| Kreis West    | Bruggen              | Moos/Waldacker/Lerchenfeld    |
| Kreis West    | Lachen               | Vonwil/Lachen/Schoren         |
| Kreis Centrum | Rosenberg            | Hölzli/Joosrüti               |
| Kreis Centrum | Rosenberg            | Rosenberg/Kreuzbleiche        |
| Kreis Centrum | Riethüsli            | Riethüsli                     |
| Kreis Centrum | Sankt Georgen        | St. Georgen/Bernegg           |
| Kreis Centrum | Sankt Georgen        | St. Georgen/Bach              |
| Kreis Centrum | Sankt Georgen        | Stuelegg/Rüti                 |
| Kreis Centrum | Innenstadt           | St. Leonhard-Ost              |
| Kreis Centrum | Innenstadt           | Altstadt                      |
| Kreis Centrum | Nordostquartier      | St. Jakob                     |
| Kreis Centrum | Südostquartier       | Linsebühl/Dreilinden          |
| Kreis Ost     | Rotmonten            | Rotmonten                     |
| Kreis Ost     | Langgass/Heiligkreuz | Langgass/Heiligkreuz          |
| Kreis Ost     | Sankt Fiden          | St. Fiden/Krontal             |
| Kreis Ost     | Notkersegg           | Notkersegg                    |
| Kreis Ost     | Notkersegg           | Kurzegg/Rank                  |
| Kreis Ost     | Notkersegg           | Hub/Schaugentobel             |
| Kreis Ost     | Neudorf              | Achslen/Wilen                 |
| Kreis Ost     | Neudorf              | Stephanshorn/Zil/Kesselhalden |

## Economia

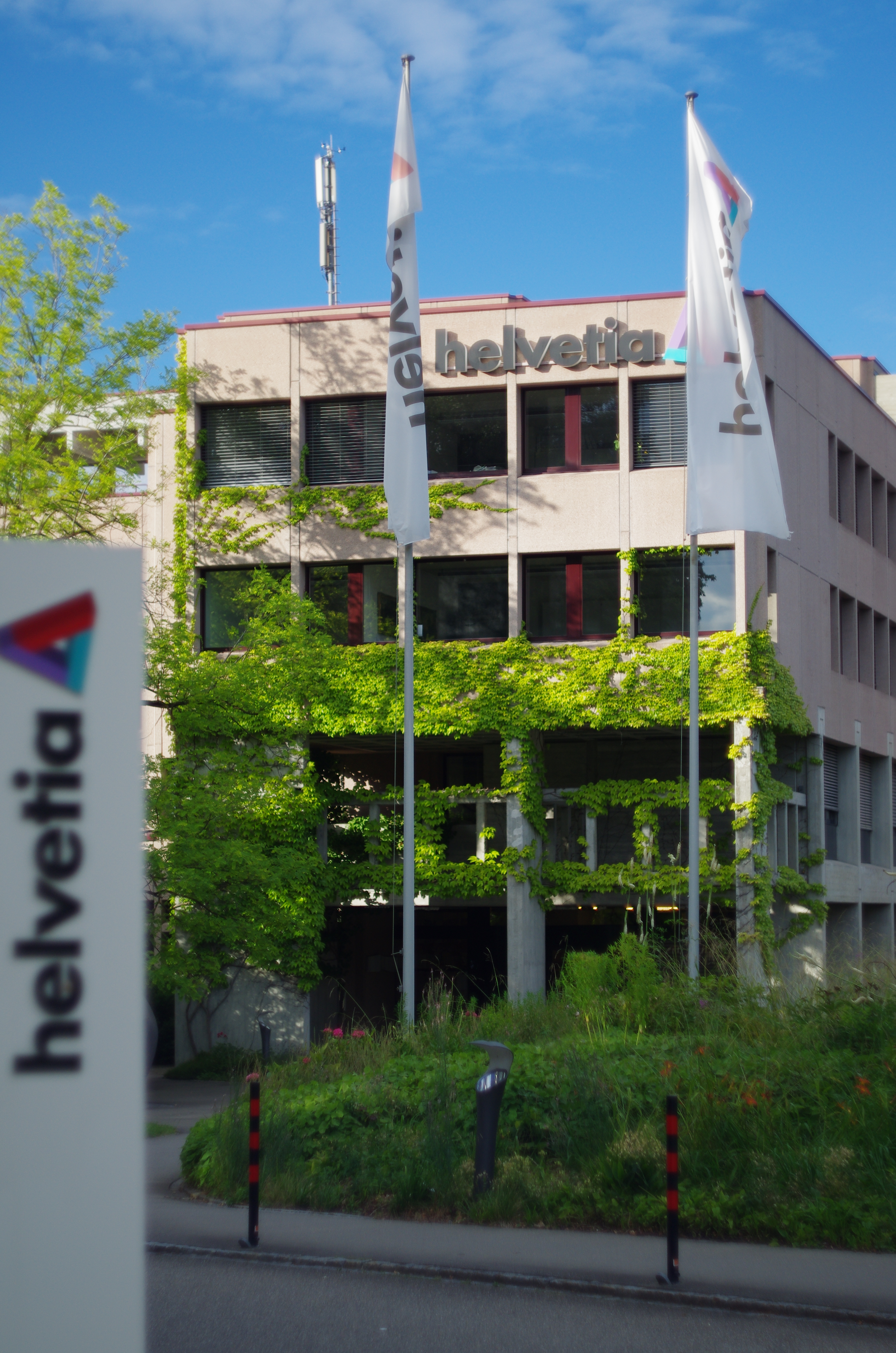
La sede dell'Helvetia Assicurazioni

La città è il principale centro economico Svizzera orientale; storicamente incentrata sull'industria tessile (ricamo meccanico), la struttura economica cittadina si è progressivamente diversificata in favore sia di altre produzioni industriali (metalmeccanica), sia soprattutto dei servizi, in particolare finanziari (banche, assicurazioni). Tra le aziende che hanno la propria sede a San Gallo figurano le banche Notenstein e Raiffeisen, le assicurazioni Helvetia e la Debrunner Koenig (commercio all'ingrosso).

## Infrastrutture e trasporti

### Strade
San Gallo è servita dall'autostrada A1 (con le uscite di San Gallo-Winkeln, San Gallo-Kreuzbleiche, San Gallo-Fiden, San Gallo-Neudorf) e dalle strade principali 7, 8, 471, 445 e 446.

### Ferrovie

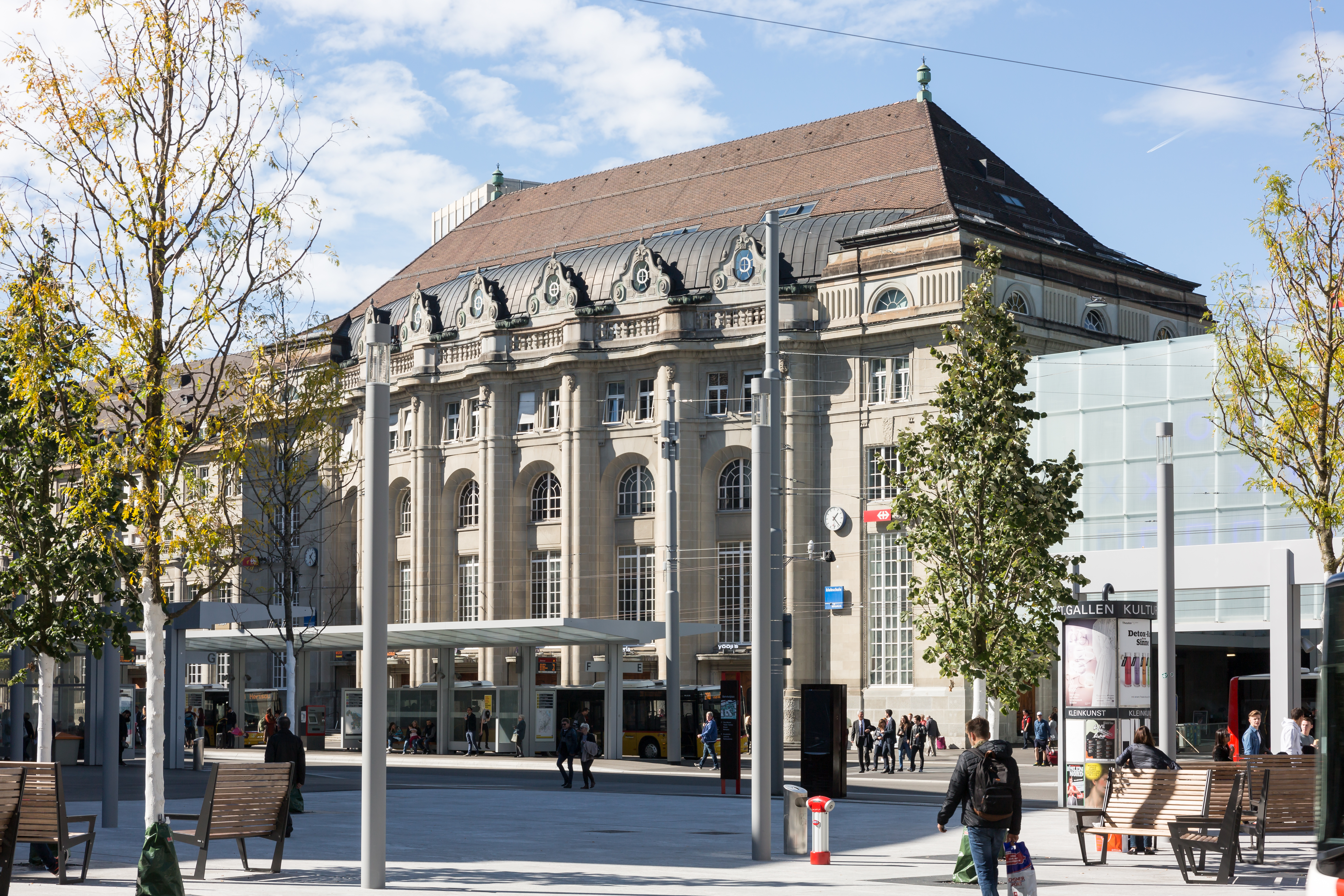
La stazione di San Gallo

La città di San Gallo venne collegata per la prima volta a una linea ferroviaria nel 1856, con l'apertura della linea San Gallo Winkeln-San Gallo delle Sankt Gallisch-Appenzellische Eisenbahn. La stazione centrale di San Gallo, costruita dall'architetto Alexander von Senger nel 1911-1913, è uno snodo di traffico centrale per tutta la Svizzera orientale e centro della rete celere di San Gallo: da San Gallo si può raggiungere con la ferrovia la valle del Reno, la regione del lago di Costanza, Appenzello e la Svizzera centrale.
Oltre alla stazione centrale, ci sono a San Gallo altre tre stazioni delle FFS, San Gallo St. Fiden (sulla ferrovia Rorschach-San Gallo), San Gallo Bruggen e San Gallo Winkeln (sulla ferrovia San Gallo-Winterthur) oltre alla stazione di San Gallo Haggen delle SOB sulla ferrovia Lago di Costanza-Toggenburgo.

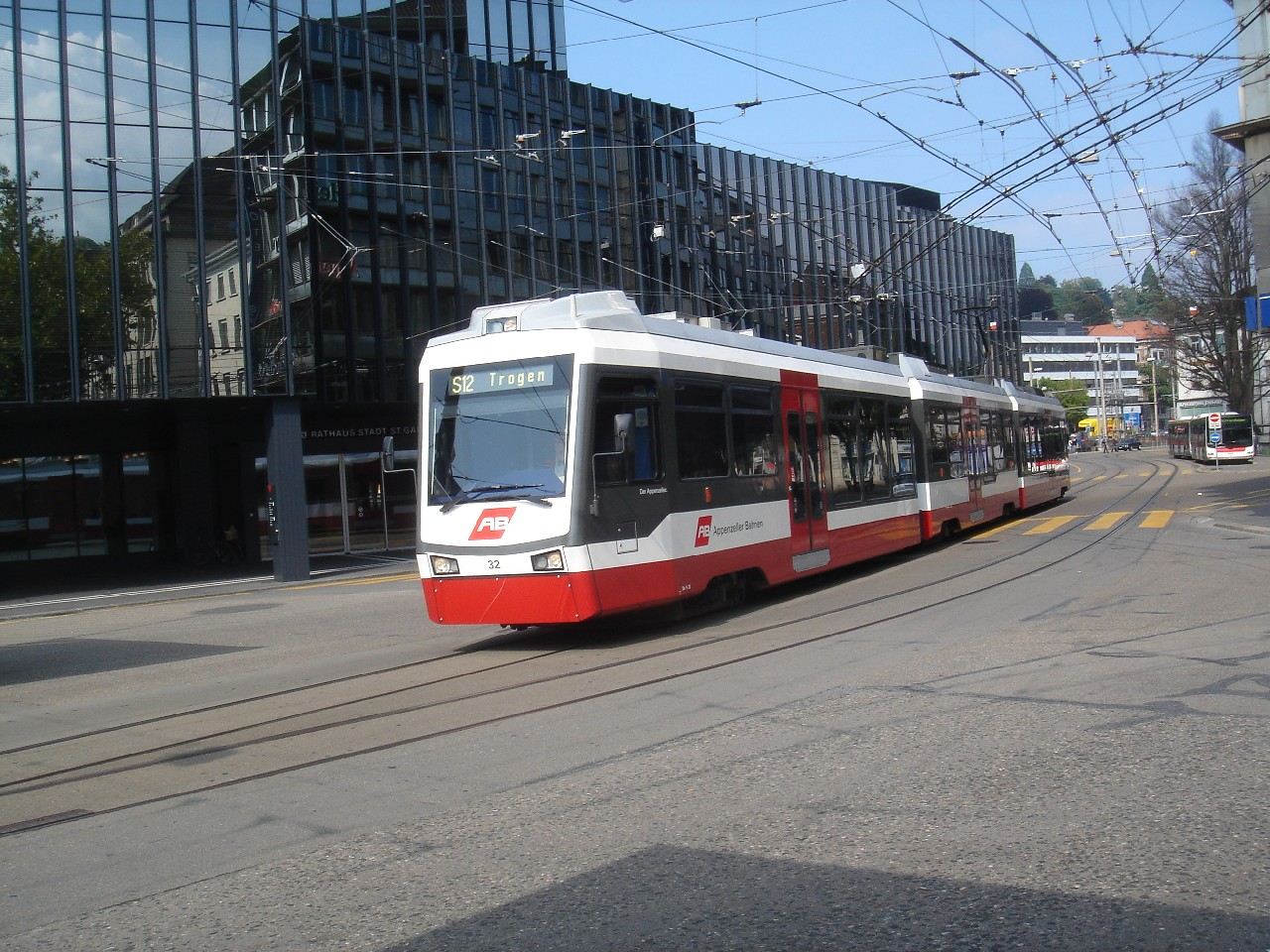
Linea S2 delle Appenzeller Bahnen

Le Appenzeller Bahnen connettono San Gallo con Speicher, Trogen, Gais e Appenzello, servendo il comune con le fermate di San Gallo Riethüsli e San Gallo Güterbahnhof sulla ferrovia San Gallo-Gais-Appenzello e con quelle di San Gallo Marktplatz, San Gallo Spisertor, San Gallo Schülerhaus, San Gallo Birnbäumen, San Gallo Notkersegg e Schwarzer Bären sulla ferrovia San Gallo-Trogen, la quale assume caratteristiche simili a quelle di una tranvia all'interno del centro cittadino.

### Aeroporti
L'aeroporto più vicino è quello di Altenrhein, dal quale ci sono voli soprattutto per Vienna, Monaco di Baviera e tutte le città svizzere che ne possiedono uno.

### Mobilità urbana
Come quasi tutte le città svizzere, la città possiede una fitta rete di bus, gestita dalla Verkehrsbetriebe der Stadt St. Gallen (VBSG); ha anche una rete filoviaria e aveva una rete tranviaria, fino al 1957, quando è stata sostituita dalla ferrovia San Gallo-Trogen, che assume caratteristiche di una tranvia nella sezione urbana.

## Sport

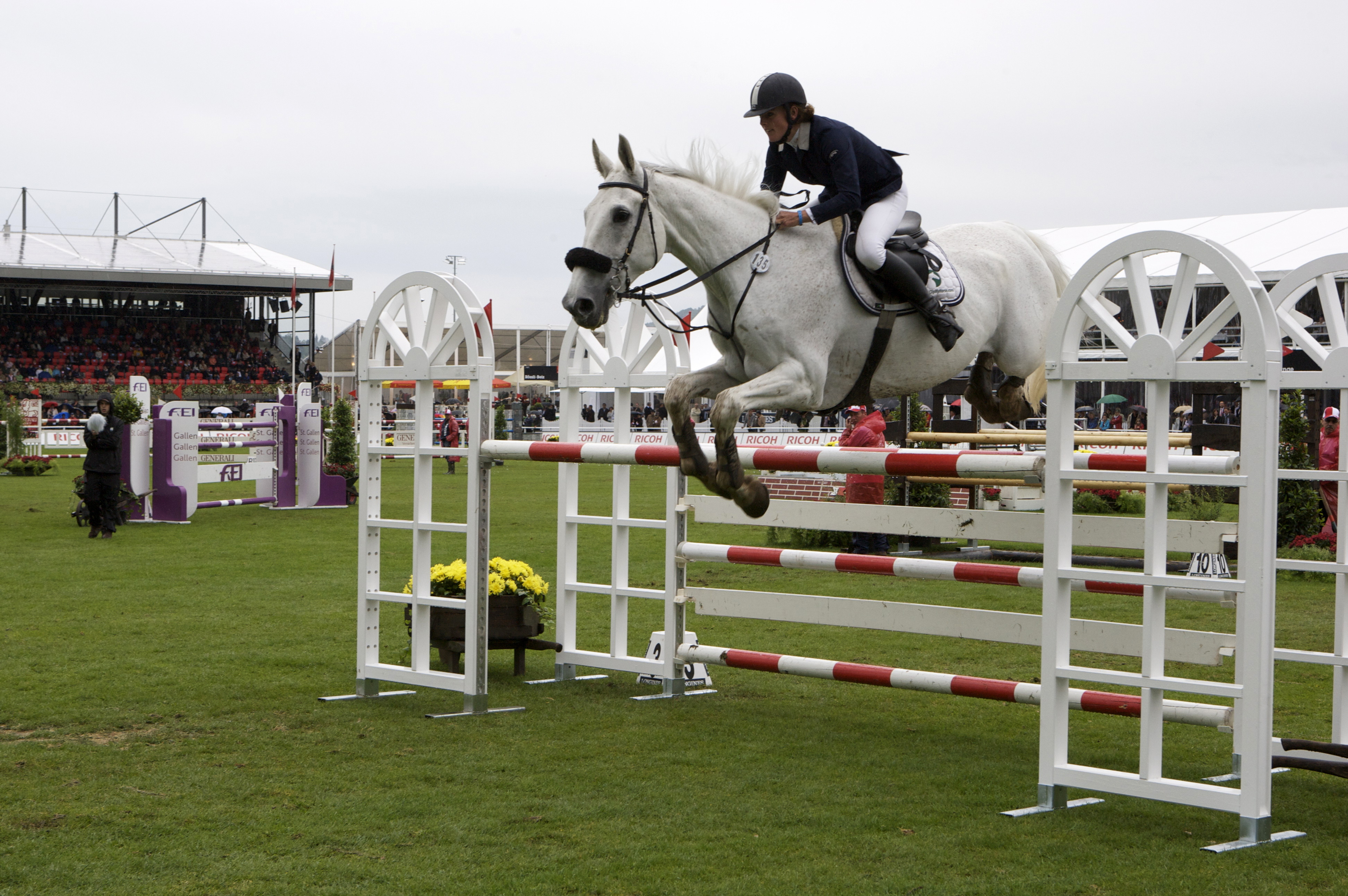
Simone Wettstein su Cool Man al CSIO Schweiz 2009

Tra le società sportive che hanno sede nella città figurano le squadre di calcio Fussballclub Sankt Gallen 1879 e Sportclub Brühl Sankt Gallen, quella di football americano Sankt Gallen Vipers e quella di pallamano TSV St. Otmar St. Gallen; la città ospita annualmente il principale evento ippico svizzero, il concorso internazionale di salto ostacoli CSIO Schweiz.